# Antonio Ottaiano
Antonio Ottaiano (Napoli, 12 novembre 1968) è un cantautore e attore teatrale italiano.
Nel 2012 è nel cast del film Vento di Sicilia diretto da Carlo Fusco con Danny Glover, John Savage, Michael Madsen e Steven Bauer.

## Carriera
Fa il suo debutto in televisione nel 1978 al fianco di Pietro De Vico e Anna Acampora nello spettacolo “Tombolino” trasmesso da Canale 21, allora di proprietà del comandante Achille Lauro, ma prima di operare attivamente nel campo artistico, si dilettava a comporre testi per i suoi colleghi, da autodidatta al pianoforte e alla batteria. Ottaiano nasce artisticamente nel 1993 quando è invitato a partecipare alla grande “Festa della Sanità”, il popoloso quartiere che ha dato i natali a Totò. Antonio è figlio d’arte: suo padre, Gioacchino Di Caravita, è uno dei più affermati impresari teatrali, definito dal popolo e dai critici musicali e teatrali, l’indiscusso erede di Mario Merola.

## Discografia

### Album in studio
- 1993 - Improvvisamente io - (OP Music)
- 1995 - La storia della vita - (Zeus Record)
- 1997 - Comunque vada...sarà un successo - (Zeus Record)
- 2000 - Il primo della classe - (Zeus Record)
- 2005 - Bianco e nero - (Zeus Record)
- 2007 - Dai vicoli a bovio - (Cd + 2 DVD Zeus Record)
- 2008 - Made in naples - (Zeus Record)
- 2009 - Cuore sul palco - (Zeus Record)
- 2011 - Passione eterna - (Zeus Record)
- 2013 - Napoli in smoking - (Zeus Record)

## Filmografia

### Cinema
- Vento di Sicilia, regia di Carlo Fusco (2012)
- Vacanzieri oggi e domani, regia di Fabio Massa (2013)
- Lotto zero "le holding di Napoli est" regia di  Ciro Grieco Stefano Cerbone  (2022)

### Teatro
- 2007: Dai Vicoli ....a Bovio, regia di Velia Magno
- 2008: L'emigrante, regia di Gigi Savoia
- 2008: Da Napoli a Brooklyn, Regia di Antonio Ottaiano
- 2009 Cuore Sul Placo Regia Antonio Ottaiano
- 2009: Guapparia, regia di Ernesto Martucci
- 2010: Non solo Guappi, regia di Antonio Ottaiano
- 2012: All'Anema a palla, regia di Gaetano Liguori
- 2013: Napoli in giacca e paglietta, regia di Gaetano Liguori
- 2015: lacreme napulitane regia Gigi Savoia
- 2016: e figlie so piezze e core, Regia Velia Magno
- 2017 Dal Re' a Me' Regia Gigi Savoia